# Jírovcová alej u Olešné
Jírovcová alej u Olešné je chráněné stromořadí mezi Olešnou a Boněticemi, v městyse Stráž v okrese Tachov. Alej tvoří 192 jírovců (Aesculus hippocastanum) o výšce 14–18 m a obvodu kmene 70 až 250 cm (měření 1986), které rostou okolo silnice č. 200 v nadmořské výšce 470 m. Na alej navazuje boční alej podél polní cesty z Olešné do Bonětiček. Alej je chráněna od roku 1987 jako krajinná dominanta.

## Stromy v okolí
- Akát pod Vačinou